# Ufficio centrale di statistica della Siria
L'Ufficio centrale di statistica (in arabo المكتب المركزي للإحصاء‎?) è l'istituto di statistica  responsabile della raccolta delle "informazioni relative alle attività e alle condizioni economiche, sociali e generali" della Repubblica Araba di Siria. Ha la sede principale a Damasco e risponde all'ufficio del primo ministro.
Fu istituito nel 2005 ed è amministrato da un consiglio d'amministrazione guidato dal vice ministro per gli affari economici.